# Scena della firma della Costituzione degli Stati Uniti
La Scena della firma della Costituzione degli Stati Uniti (Scene at the Signing of the Constitution of the United States) è un celebre quadro olio su tela dipinto da Howard Chandler Christy. In esso è rappresentata il congresso costituzionale di Filadelfia in cui fu firmata la Costituzione americana. Tale evento si tenne il 17 settembre 1787 nell'Independence Hall. Insieme al dipinto Washington attraversa il fiume Delaware di Emanuel Leutze, è uno dei quadri moderni più famosi degli Stati Uniti. Christy creò il quadro nell'aprile del 1940 ed è così grande che svolse la sua opera in una soffitta. Attualmente è esposto sopra la scala orientale della Camera dei rappresentanti nel Campidoglio.

## Descrizione

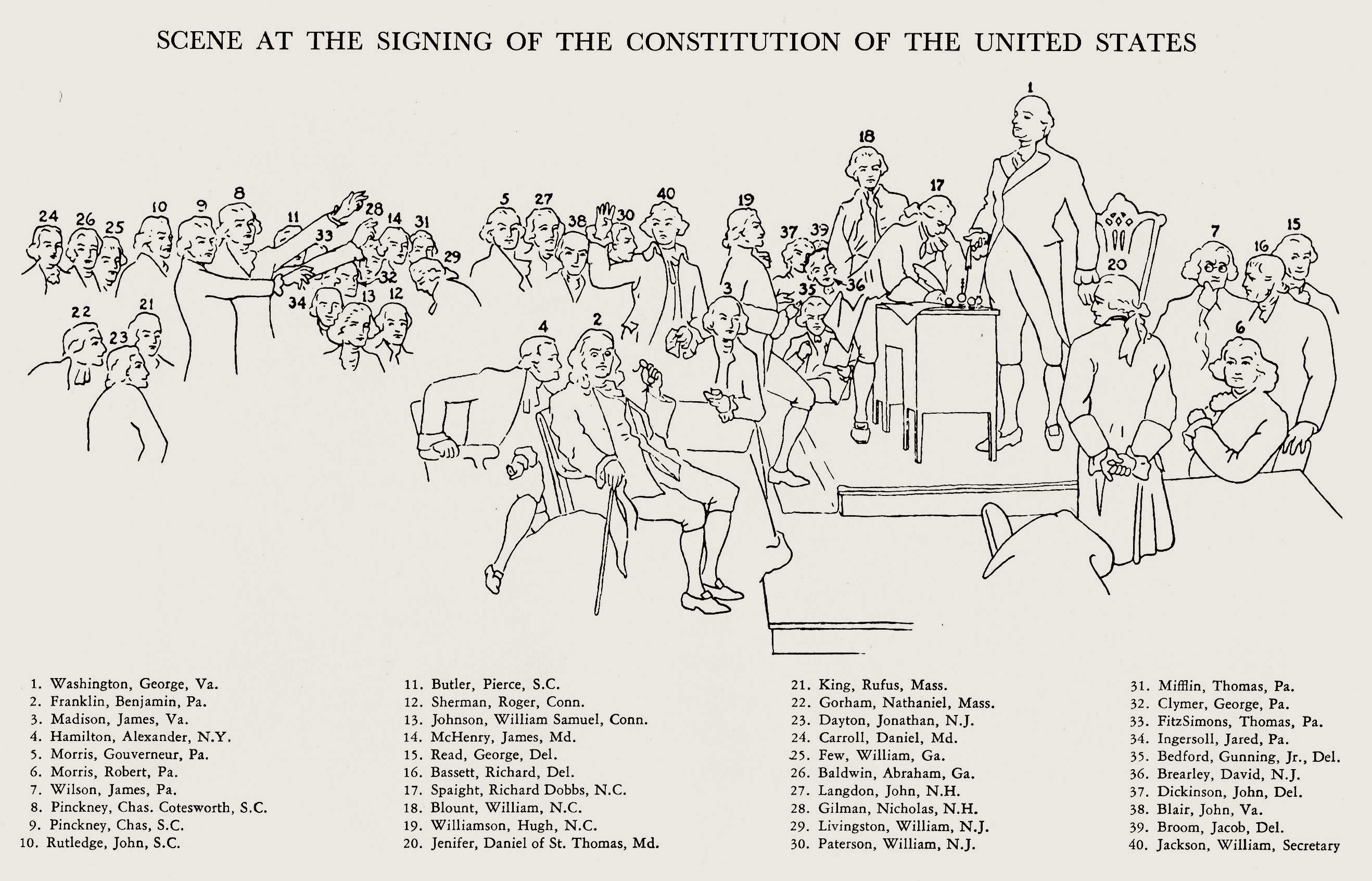
Figure-chiave nel dipinto

Solo 39 dei 55 delegati sono rappresentati nel dipinto, in quanto non sono inclusi 3 delegati che, pur presenti, non firmarono la costituzione e altri 13 che lasciarono il congresso. Sul lato destro del dipinto, sulla pedana, abbiamo George Washington, in qualità di presidente del congresso, in piedi che controlla i delegati. La costituzione è sulla scrivania nelle sue vicinanze e Richard Spaight della Carolina del Nord sta firmando il documento. Le finestre sono aperte e la luce illumina la parte superiore del corpo di Washington. Dietro di lui sono dispiegate le bandiere americane e c'è un tamburo. Nella stessa posizione ci sono James Wilson della Pennsylvania e Richard Bassett del Delaware, che parlano tra di loro. Dietro di loro in fondo a destra c'è George Read, un altro delegato del Delaware; più in basso rispetto ad essi vi è Robert Morris, altro delegato della Pennsylvania. 
Poco più a destra di Washington c'è Daniel of St. Thomas Jenifer del Maryland. William Jackson, il segretario del congresso, è insolitamente in primo piano, essendo posto al centro dell'opera in piedi e vestito di rosso intendo a contare i voti e mostrando apprezzamento per la volontà dei delegati di voler firmare la costituzione. Alla sua sinistra James Madison osserva lo svolgimento dell'operazione. Seduto al centro è l'ottantunenne Benjamin Franklin e Alexander Hamilton si sporge verso di lui. La delegazione della Carolina del Sud è raffigurata nell'angolo sinistro del dipinto, essi sono facilmente riconoscibili dai cappotti in seta multicolore.

## Commissione
Sol Bloom, direttore generale della commissione del centocinquantesimo anniversario della stesura della costituzione statunitense propose per la prima volta la realizzazione del dipinto nel 1937. Howard Chandler Christy, uno dei più famosi illustratori e ritrattisti dell'epoca, ricreò una riproduzione accurata della scena storica. Il suo primo dipinto rappresentava numerose figure simboliche, tra cui una vergine che rappresentava il popolo, ma esse furono poi eliminate nella versione definitiva. Nei tre anni in cui egli lavorò con la commissione per aggiungere dettagli storici accurati all'opera egli si accorse che nel Campidoglio non vi erano quadri che rappresentassero la firma della costituzione americana, e che pochi altri dipinti includevano tutti i firmatari di tale importante documento.
Una prima risoluzione congiunta fu avanzata nel 1937 per remunerare con 35.000 dollari l'artista. L'accordo non era però di facile adozione si era d'accordo sulla scena da ritrarre, in quanto alcuni membri del Congresso credevano che non fosse giusto spendere così tanti soldi per un quadro in un periodo di depressione economica. La decisione perciò slittò fino al 1939 quando la risoluzione P.R. 11 della settantaseiesima seduta fu adottata, seppure con alcune modifiche. Fu così costituita una commissione composta dal vicepresidente, dal Presidente della Camera dei rappresentanti e dall'Architetto del Campidoglio per impiegare l'artista nella realizzazione di una tela delle dimensioni di 20 per 30 piedi, ma ad un prezzo di 30.000 dollari. Il contratto fu firmato il 24 luglio 1939. Il 29 ottobre 1940 il Congresso approvò l'acquisto della cornice per 1.500 dollari, ciò fu accettato dal Comitato misto per la Biblioteca del Congresso il 26 dicembre dello stesso anno.

## Ricerca e svolgimento del lavoro
Per raggiungere la maggiore accuratezza possibile, Christy cercò ritratti dei migliori artisti del tardo XVIII secolo e inizio XIX secolo come Charles Willson Peale e Gilbert Stuart. Trovò quindi complessivamente 37 ritratti su 39 delegati più quello del segretario William Jackson. L'artista si prese alcune libertà nel comporre la scena: John Dickinson la cui firma per corrispondenza fu aggiunta solo in seguito è presente nella scena, mentre tre uomini che erano presenti ma che non firmarono il documento non sono rappresentati. L'artista oscurò i volti dei due delegati di cui non era riuscito a trovare i ritratti: Thomas FitzSimons e Jacob Broom. Egli ricercò anche i vestiti originali, incluso un paio di calzoni che George Washington che prese in prestito dallo Smithsonian Institution e raffigurò gli oggetti e i mobili utilizzati dai delegati. I libri dietro la sedia di Franklin ad esempio facevano parte della biblioteca di Jefferson, essi furono presi a prestito dalla sezione dei libri rari della biblioteca del Congresso. Tali libri sono stati inclusi per suggerire l'importanza della Costituzione. 
In settembre Christy fece un abbozzo dell'opera nella Independence Hall, nello stesso momento in cui la costituzione veniva firmata in modo da vedere la luce che penetrava nella stanza e l'effetto che essa creava sul lampadario. Le bandiere sullo sfondo sono, secondo quanto detto dall'artista, una del reggimento di dragoni del Maryland, una dai colori reggimentali del Massachusetts e l'altra di quelli del New Hampshire. L'opera enorme fu realizzata nel cantiere navale a Washington, dove Christy mise in lista alcune persone per trovare i modelli per i personaggi. Dopo 5 anni di ricerche e 7 mesi di pittura, essa fu posta nel maggio 1940 nella rotonda del Campidoglio, dove rimase esposta per 16 mesi. Con l'aggiunta della cornice il quadro passò da una grandezza di 18 per 26 a una di 20 per 30 piedi. La cornice è formata da nove sezione con al centro un'aquila ed uno stemma fu lavorata a mano e rifinita con foglie d'oro da Azeglio Pacani di New York. Dopo molti dibattiti circa dove il quadro andasse collocato, esso trovo infine la sua collocazione attuale nella scalinata est della Camera dei rappresentanti nel Campidoglio.

## Vandalismi e restauro
Nel 1967 il dipinto fu tagliato nella sua parte inferiore; la tela doveva essere rimossa dalla cornice per essere posta in restauro nel 1968. I riempimenti furono allora evidenti, comunque nel tempo polvere, sporcizia e l'ingiallimento della vernice avevano oscurato i brillanti colori presenti in origine. Nel 2006 il dipinto fu pulito e conservato sul luogo da restauratori che lavorarono sui quattro livelli di un'impalcatura dalla metà di ottobre a dicembre. La pulizia delle zone che apparivano marroni rivelò espressioni molto più vive di prima, costumi dettagliati e colori accesi come il rosa ed il color lavanda, che furono applicati con un apposito lavoro di pennello per farli brillare. All'area vandalizzata fu prestata particolare attenzione ed essa ora si nota appena. Infine, un nuovo strato di vernice protettiva fu applicato sui precedenti.
La cornice che era stata coperta con polvere di bronzo nel 1968, fu separata dal quadro e quindi pulita, riparata e ridecorata con foglie d'oro da 22 carati di un colore simile a quello dell'originale metallo e colorato della stessa tonalità per integrare il quadro. Le nuove foglie doro non si ossideranno, rimanendo della stessa tonalità per lungo tempo.